# Hoge arctische toendra van Groenland
De hoge arctische toendra van Groenland is een WWF-ecoregio. Het is de noordelijkste landecoregio.

## Klimaat
Zelfs 's zomers komt de temperatuur hier zelden boven de 5 °C en 's winters heerst er maandenlang duisternis. Niettemin komt er een rijke verscheidenheid aan levensvormen voor, die alle wel grote aanpassingen vertonen aan de extreme omstandigheden. Sommige zijn hieraan zo goed aangepast dat ze juist weer niet in de warmere klimaatomstandigheden van zuidelijk Groenland leven kunnen.
De regio ontvangt minder neerslag – gewoonlijk als sneeuw – dan het zuiden van het eiland en  in het binnenland wordt het landschap gekenmerkt door een koude woestijn. Er zijn föhnwinden die van de ijskap neerdalen en het landschap daarbij flink kunnen opwarmen. Dit maakt de kuststreek vaak sneeuwvrij en bevordert plantengroei.

## Flora
Er zijn geen bomen, hoewel dat in het verleden anders geweest is. Fossielen van twee miljoen jaar geleden laten een nu uitgestorven Larix groenlandii zien. De vegetatie telt veel mossen, maar ook dwergstruiken als Betula nana, Cassiope tetragona, Vaccinium uliginosum. Wat verder landinwaarts vindt men Carex bigelowii, Polygonum (Bistorta) viviparum en Salix arctica. Droge open heidevelden met dwergstruiken hebben gewoonlijk Arctostaphylos alpina, Dryas octopetala en Silene acaulis.
Naar het noorden toe wordt de vegetatie minder en minder, hoewel er her en der warme bronnen zijn waar planten nog kunnen groeien. In Pearyland, in het uiterste noorden, is misschien nog maar 5% van het land met vegetatie bedekt.

## Fauna
Ondanks de barre omstandigheden leven er negen soorten landzoogdieren: Lepus arcticus, Alopex lagopus,Canis lupus, Rangifer tarandus, Ursus maritimus, Ovibos moschatus,Mustela erminea, Dicrostonyx torquatus en Gulo gulo. Daarnaast komen er een aantal zeezoogdieren aan wal zoals Odobenus rosmarus, Erignathus barbatus, Pagophilus groenlandicus, Phoca hispida en Cystophora cristata. Er broeden 's zomers grote aantal vogels zoals Gavia immer, Branta leucopsis, Anser brachyrhynchus, Somateria mollissima, S. spectabilis, Falco rusticolus, Nyctea scandiaca, Calidris alba, C. canutus, ptarmigan Lagopus mutus en Corvus corax. Een aantal hiervan zijn zelfs standvogels.

## Bescherming
In 1974 werd het er het grootste nationale park ter wereld ingesteld, dat niet minder dan een miljoen vierkante kilometers groot is – waarvan 80% onder het ijs ligt – en de natuur is er dus naar verhouding goed beschermd. De invloed van de aardopwarming is er echter onmiskenbaar.

## Galerij

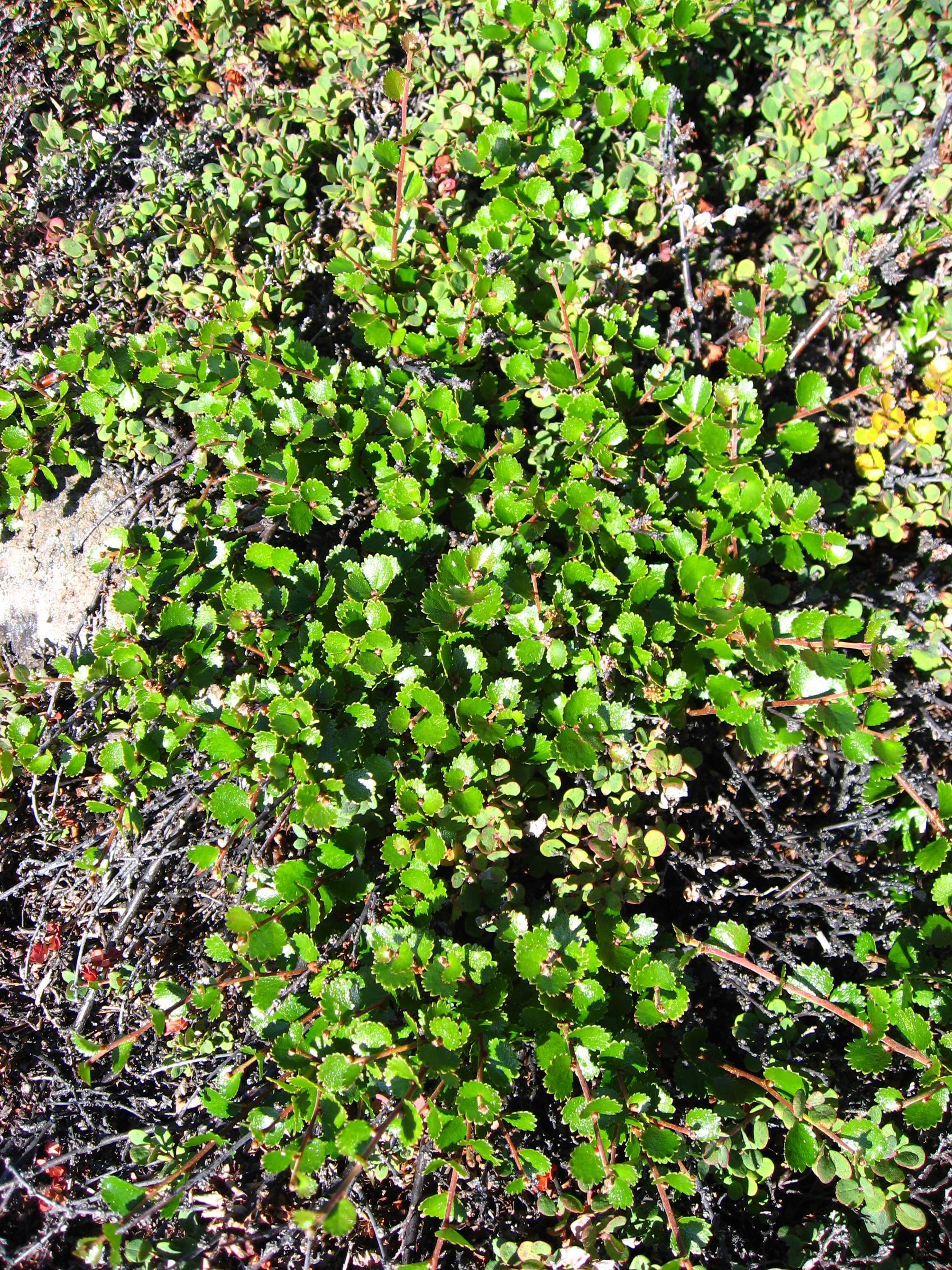
Betula nana, de dwergberk
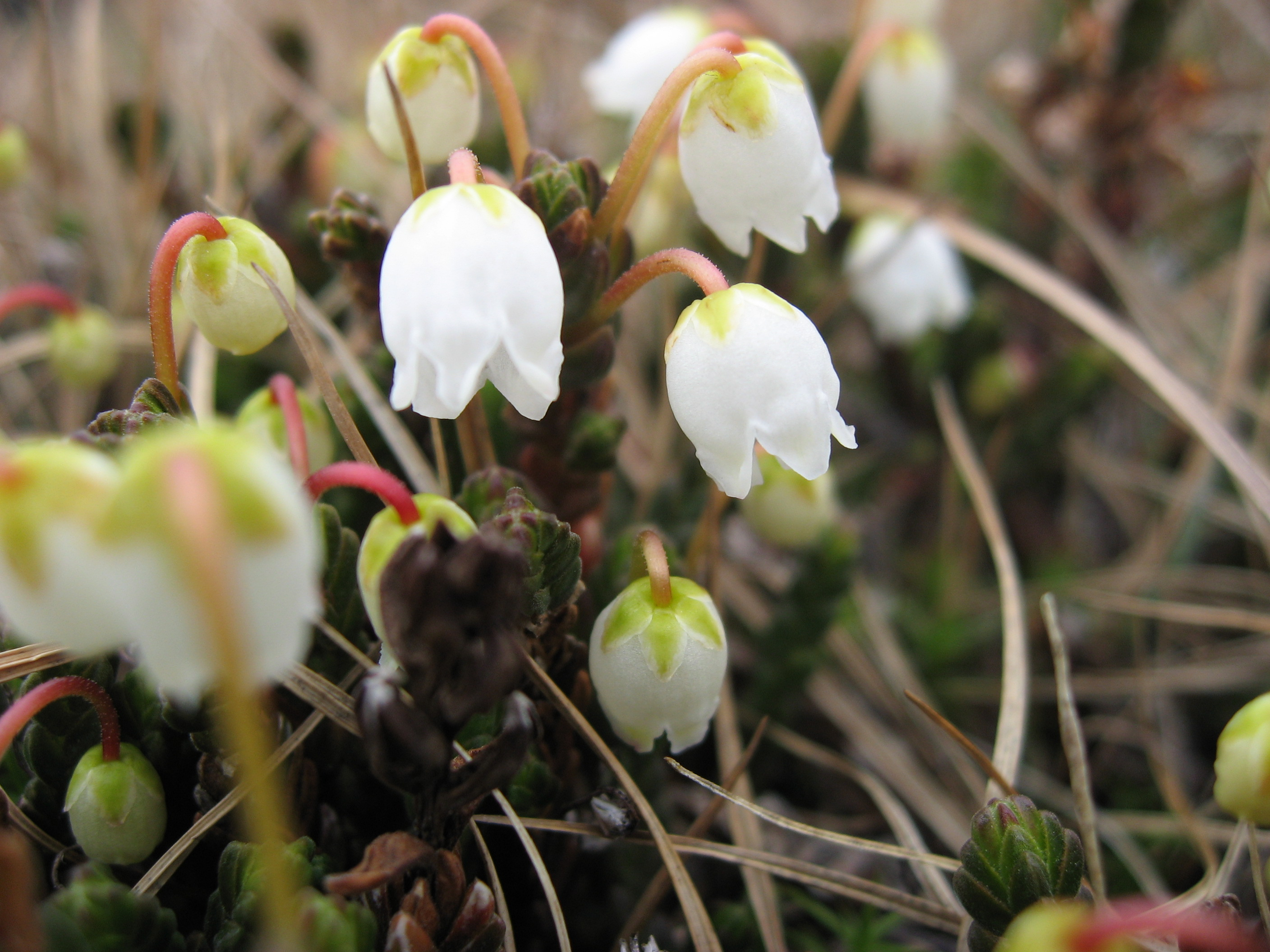
Cassiope tetragona
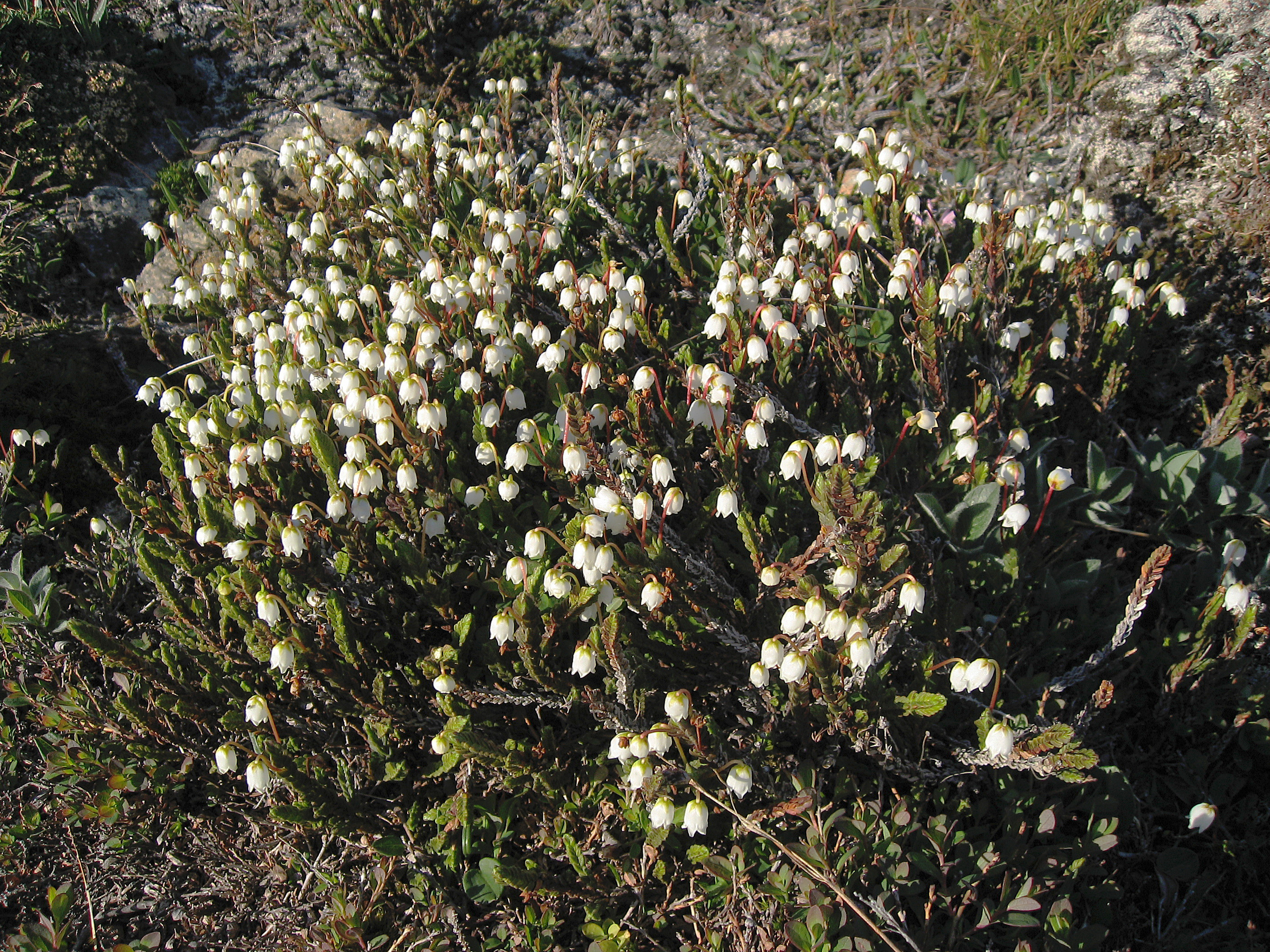
Cassiope tetragona
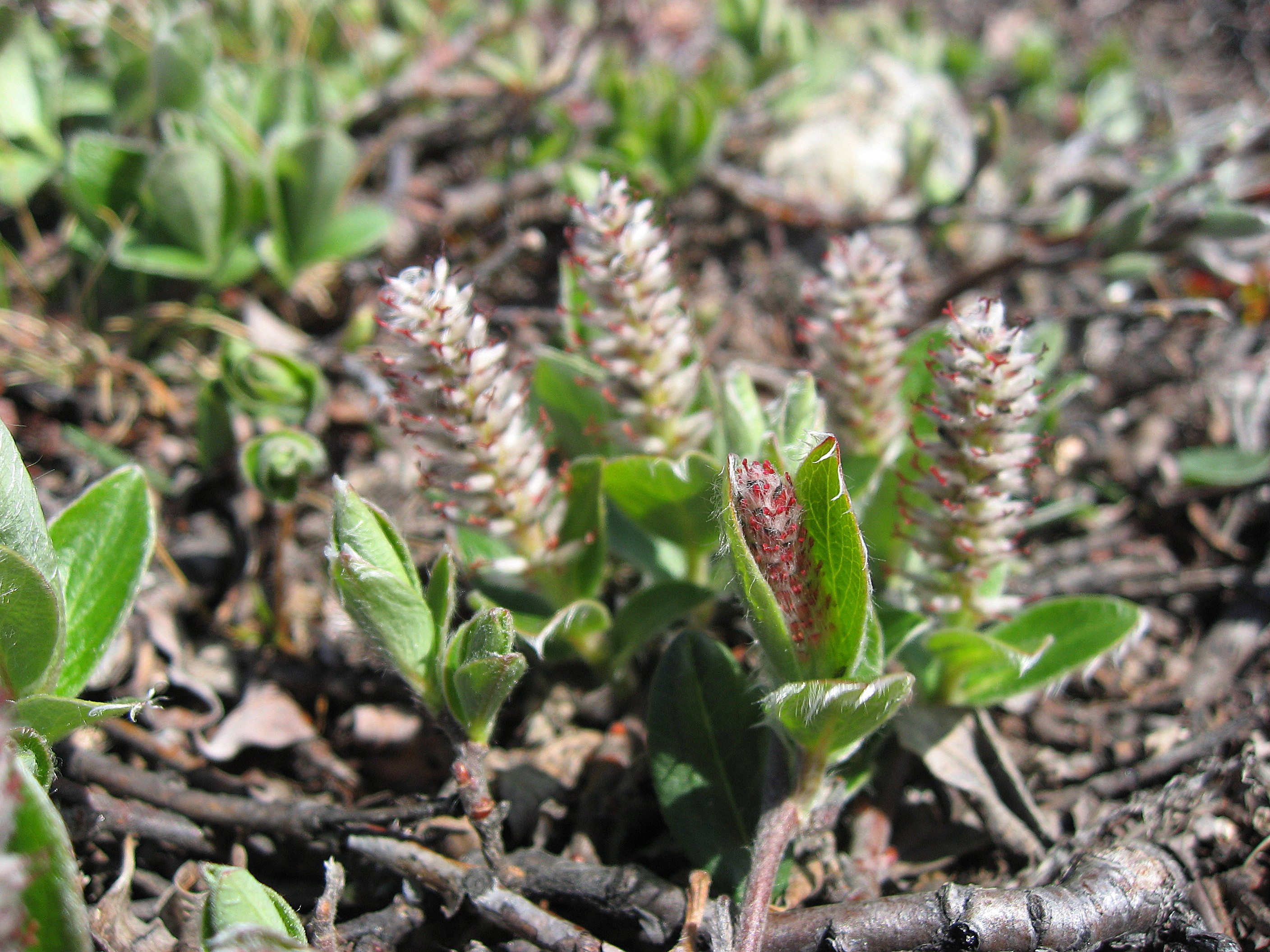
Salix arctica
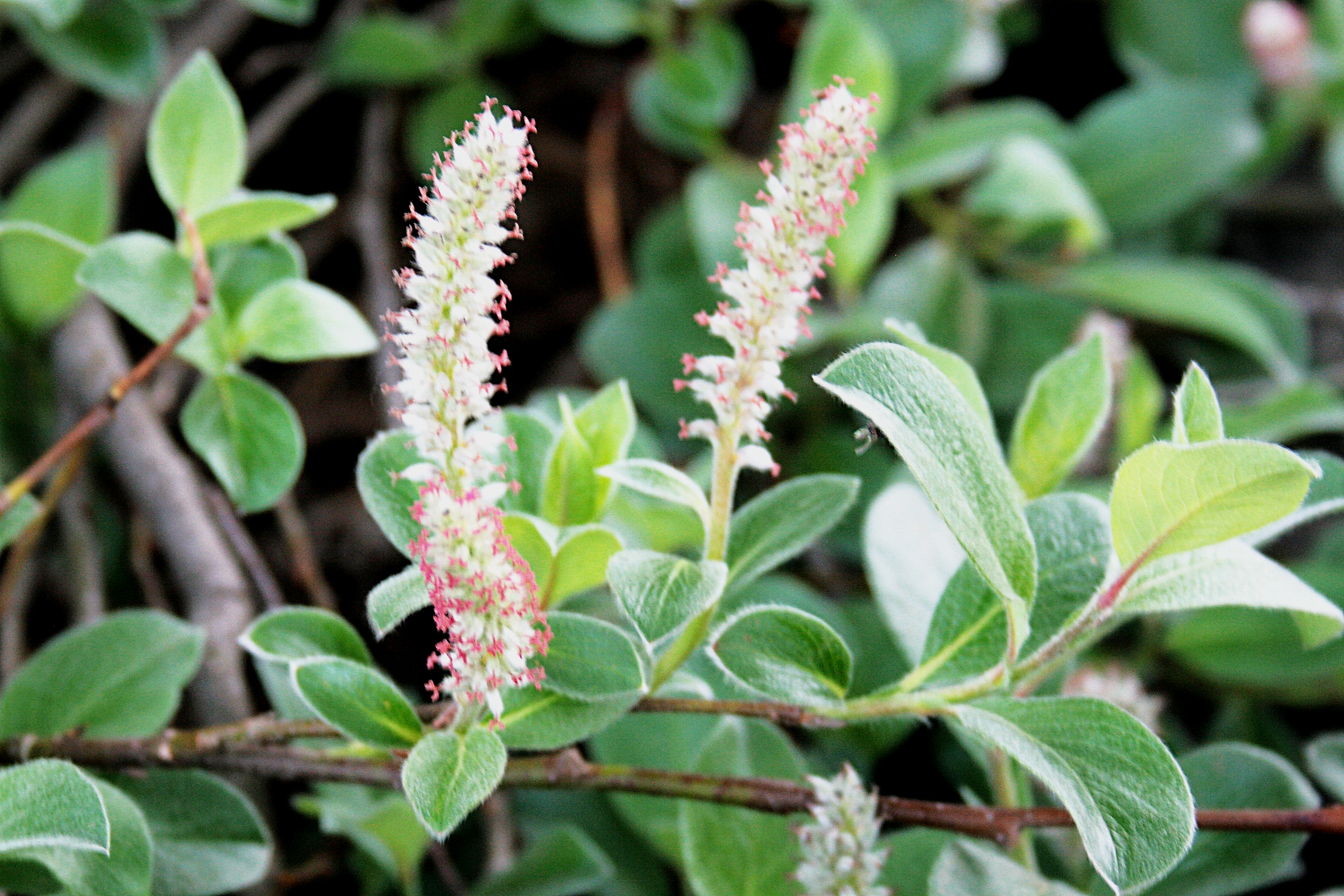
Salix arctica
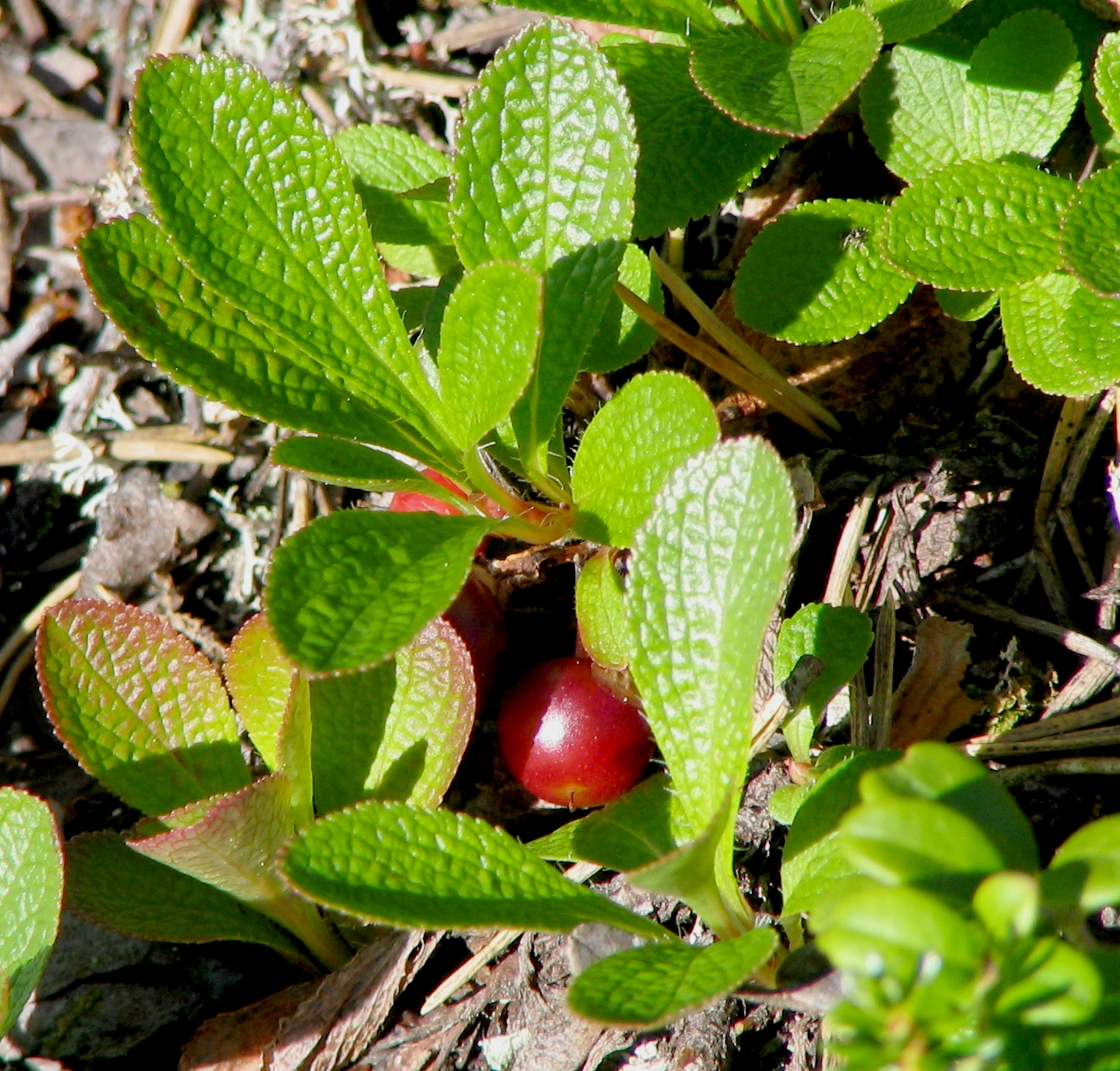
Arctostaphylos alpina
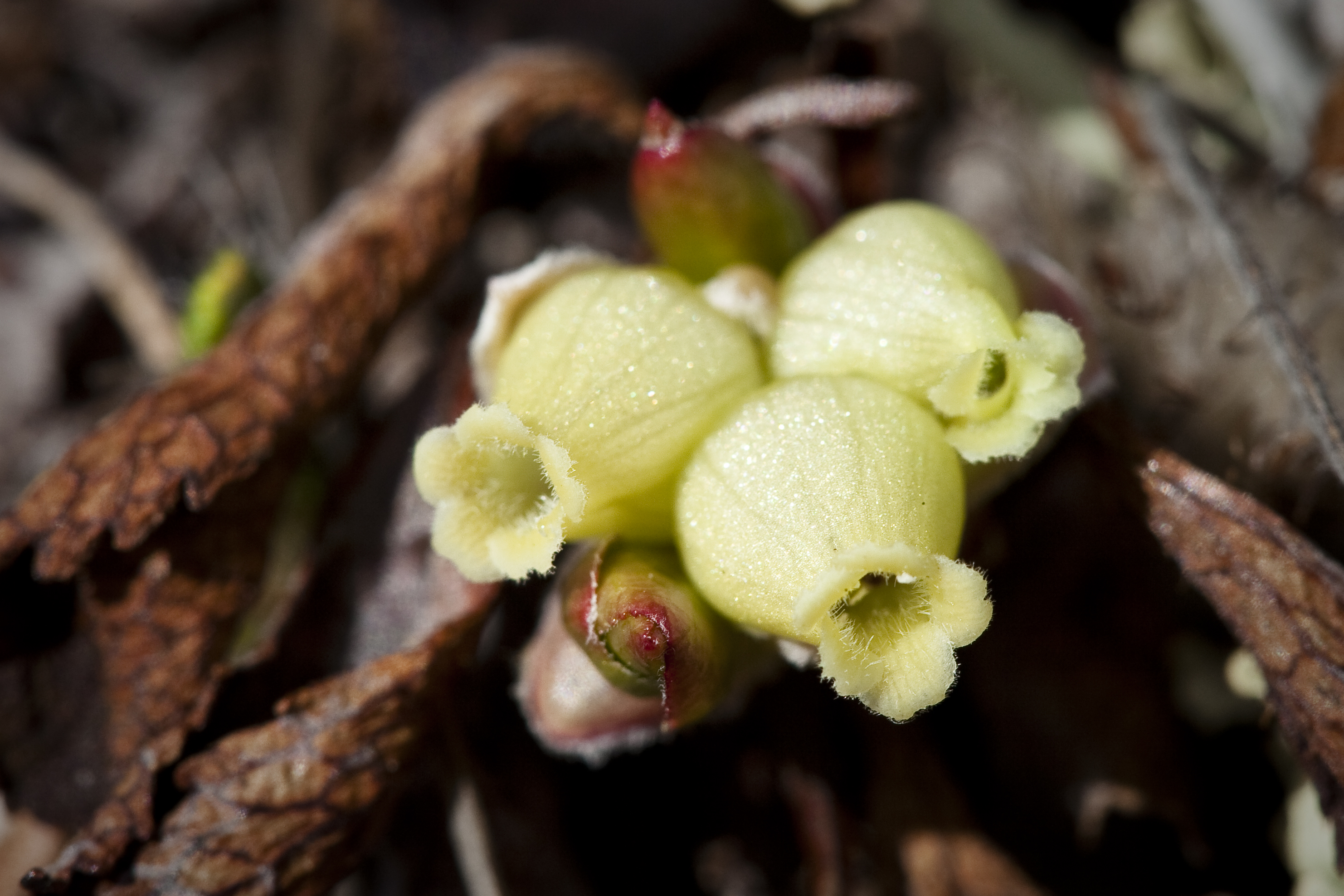
Arctostaphylos alpina
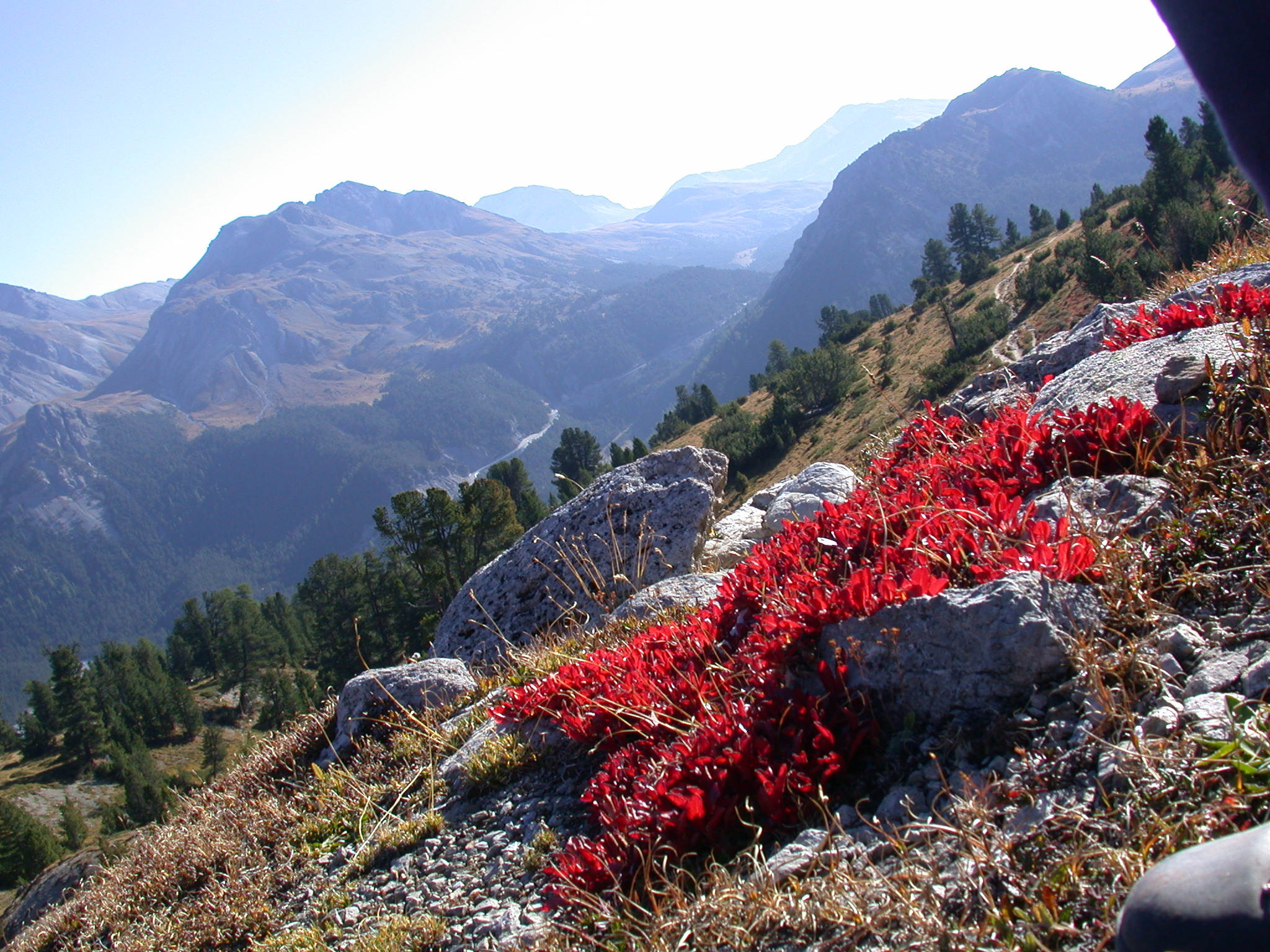
Arctostaphylos alpina in de herfst
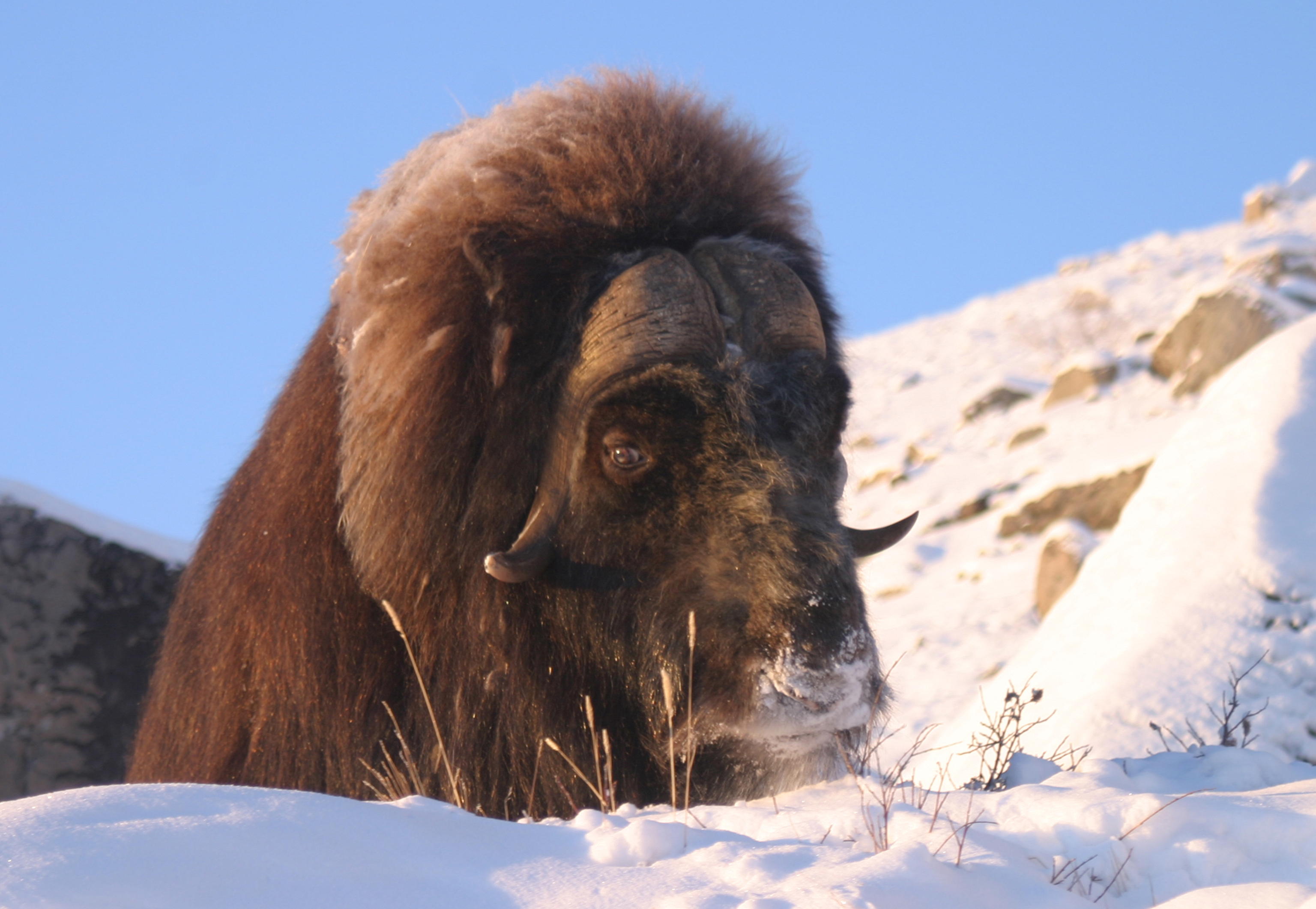
Ovibos moschatus
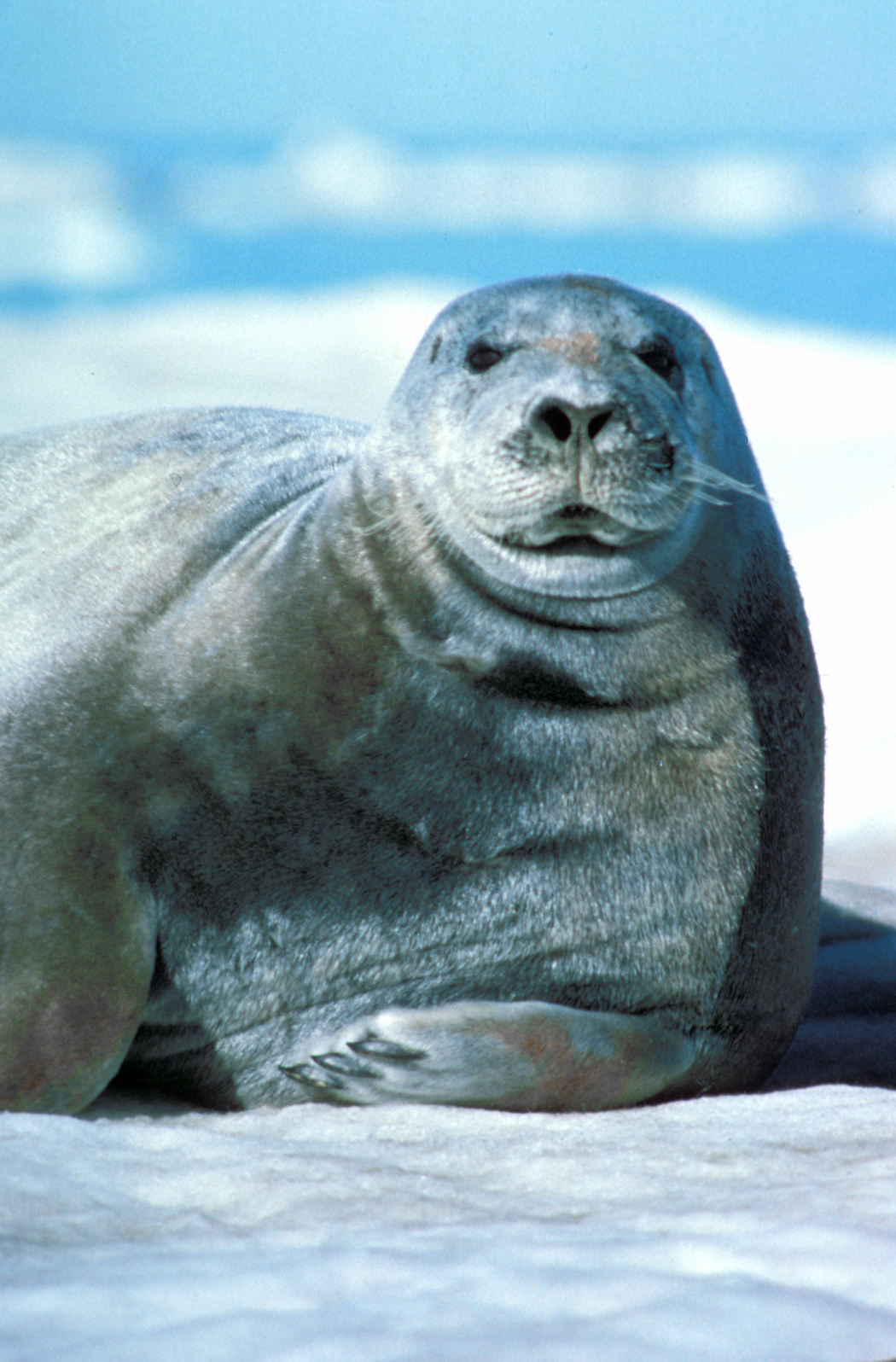
Erignathus barbatus
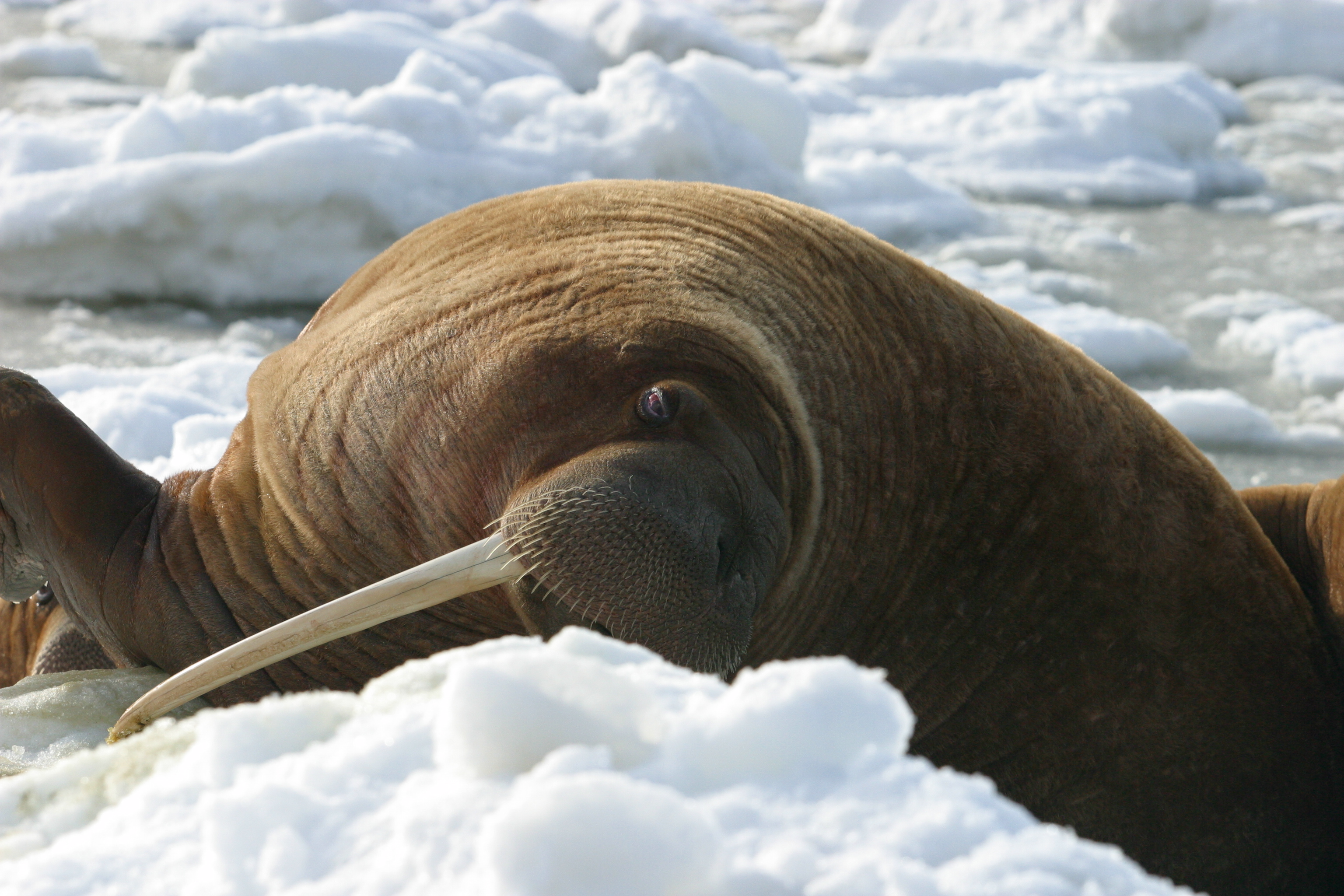
Odobenus rosmarus
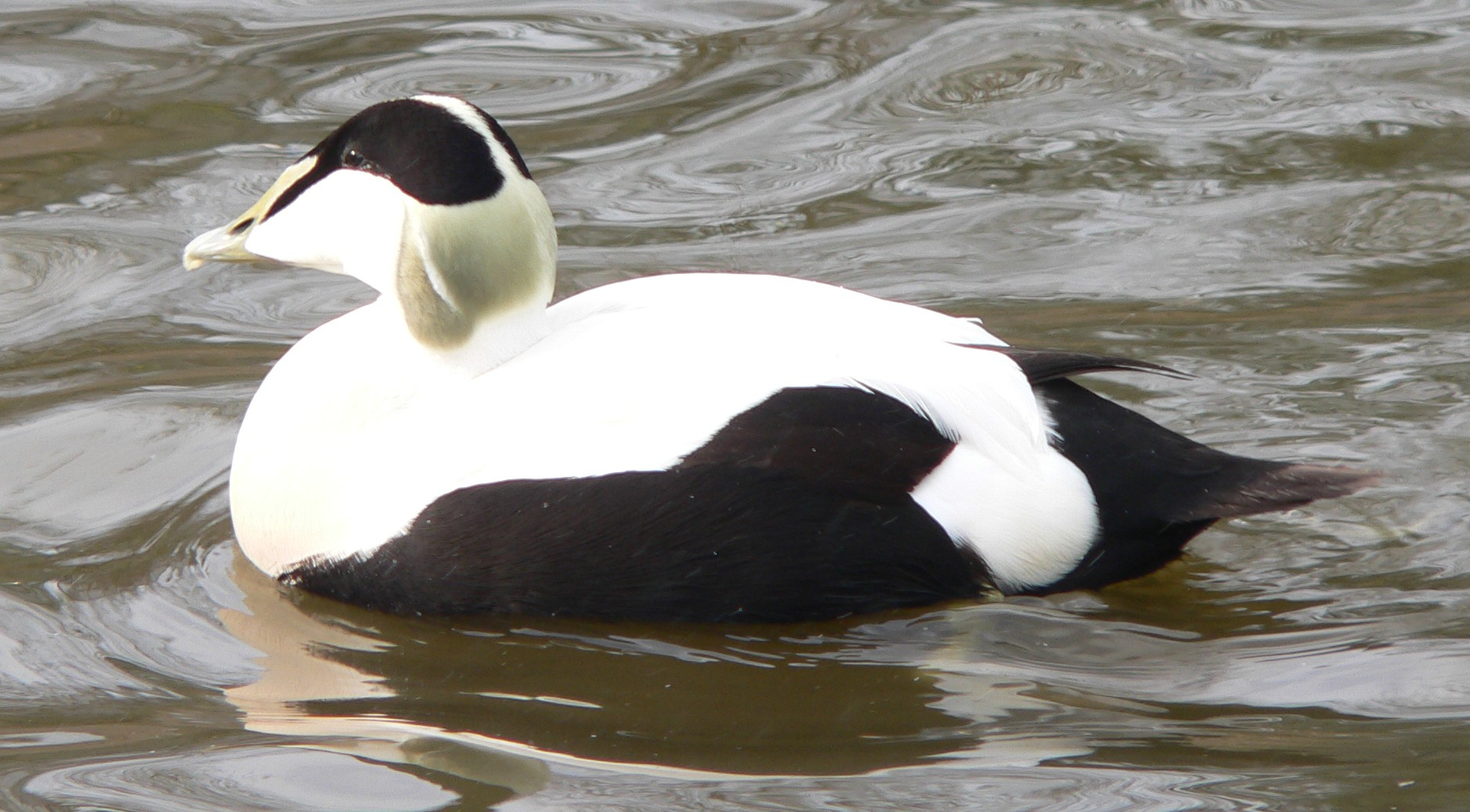
Somateria mollissima